# Николетто, Лучо
Лучо Николетто (итал. Lucio Nicoletto; род. 18 августа 1972, Эсте, Италия) — итальянский священник католической церкви и нынешний генеральный викарий Римско-католической епархии Рораймы. 13 марта 2024 года он был избран епископом-прелатом Сан-Феликса, Бразилия

## Биография
Николетто родился 18 августа 1972 года в Эсте в семье Дино и Паолы Палуан. У него есть младшие сестра и брат. 7 июня 1998 года в возрасте 25 лет он окончил Высшую семинарию Падуи и был рукоположен в священники Падуанской епархии.
В январе 2019 года Николетто служил генеральным викарием Рораймской епархии. С момента отставки епископа Марио Антониу да Силвы в феврале 2022 года до назначения епископа Эваристо Паскоаля Шпенглера в январе 2023 года Николетто занимал пост епархиального администратора епархии Рораймы. С 2023 года он вернулся к должности генерального викария.
13 марта 2024 года Папа Франциск назначил Николетто епископ-прелатом Сан-Феликса (Бразилия). Епископ Падуанский Клаудио Чиполла отметил, что это назначение является честью как для Николетто, так и для его родной епархии.